# Lente asferica

Lente asferica biconvessa.

Una lente asferica è una lente la cui superficie ha un profilo che non è né una porzione di sfera né un cilindro a base circolare. In fotografia, un gruppo di lenti che include un elemento asferico è spesso chiamato gruppo asferico o obiettivo asferico.
Il più complesso profilo asferico può eliminare l'aberrazione sferica e ridurre altre aberrazioni ottiche rispetto alle lenti semplici. Una singola lente asferica può spesso rimpiazzare un sistema molto più complesso multi-lente. Il dispositivo risultante è più piccolo, leggero ed a volte meno costoso rispetto ad un sistema multi-lente.
Le lenti asferiche sono utilizzate spesso come lenti per occhiali. Queste sono solitamente progettate per essere più sottili e dare una distorsione dell'occhio dell'utilizzatore minore vista dalle altre persone, con un conseguente miglioramento estetico. Nelle lenti per miopi la curvatura della lente si inspessisce verso il bordo della lente mentre in caso di ipermetropia la curvatura si appiattisce verso il bordo. Gli occhiali dotati di lenti asferiche permettono di costruire lenti più sottili (miglioramento delle performance visive) e piatte senza peggiorare le caratteristiche ottiche.

## Fabbricazione
Le piccole lenti di vetro o plastica possono essere realizzate per stampaggio che permette una produzione abbondante ed economica. Grazie al basso costo ed alle buone caratteristiche, le lenti asferiche stampate sono utilizzate nelle macchine fotografiche economiche, nelle fotocamere contenute nei telefoni cellulari, nei lettori CD. Sono utilizzate inoltre per la collimazione nei diodi laser e per l'accoppiamento ottico delle fibre ottiche.
Le lenti più grandi sono prodotte mediante asportazione del materiale e levigatura. Le lenti prodotte con queste tecniche sono utilizzate nei telescopi, videoproiettori, sistemi di guida missilistica e strumentazione scientifica. Si comincia a scavare una cavità di forma simile a quella finale riproducendo il contorno dell'oggetto. Per arrivare alla forma finale è possibile usare varie tecniche fra cui la levigatura con un piccolo utensile. Il controllo preciso della superficie è complesso e può variare con l'usura dello strumento.
Un'altra tecnica prevede l'utilizzo di un tornio controllato da un computer che utilizza un utensile in diamante per intagliare direttamente il profilo voluto in un pezzo di vetro o di altro materiale ottico. Questo metodo è lento e presenta delle limitazioni sui materiali utilizzabili e sull'accuratezza della superficie ottenibile. La tecnica è utilizzata soprattutto nell'ambito dell'ottica per l'infrarosso.
Per migliorare la precisione e la qualità della superficie, possono essere usate varie tecniche fra cui la finitura mediante un fascio ionico, un getto di acqua con sostanze abrasive o la finitura a fluido magnetoreologico nella quale un fluido guidato da un campo magnetico asporta il materiale dalla superficie.
Un ulteriore metodo di produzione per lenti asferiche prevede il deposito di una resina ottica su una lente sferica per formare una lente composita di forma asferica. Per questo è stata proposta l'ablazione mediante plasma.
La curvatura non sferica di una lente asferica può essere creata modificando una lente sferica in asferica tornendola fuori asse. La tornitura su due assi può essere utilizzata con vetri ad alto indice di rifrazione che è difficile stampare in rotazione come la resina CR39. Tecniche come l'ablazione laser possono esser usate per modificare la curvatura ma la finitura superficiale non è così buona come con altre tecniche.

## Storia
Nel 984 Ibn Sahl scoprì per primo la legge della rifrazione chiamata solitamente legge di Snell, usata per progettare la forma delle lenti anaclastiche che mettono a fuoco la luce senza aberrazioni ottiche.
I primi tentativi di produrre lenti asferiche per correggere l'aberrazione sferica furono eseguiti da René Descartes intorno al 1620 e da Christiaan Huygens intorno al 1670. Le lenti di Visby prodotte dai Vichinghi nell'isola di Gotland fra il X e l'XI secolo sono asferiche ma non ci sono prove che ci siano conoscenze scientifiche dietro questa forma, frutto della sola esperienza di chi le fabbricò.
Le prime lenti asferiche di qualità furono prodotte da Francis Smethwick che le presentò alla Royal Society il 27 febbraio 1666 o 1668- Un telescopio dotato di lenti asferiche fu giudicato migliore di uno comune di buona qualità usato per il confronto, anche altri tipi di lenti asferiche furono giudicate superiori alle loro corrispondenti sferiche.
Le prime lenti per occhiali asferiche sono attribuite a Moritz von Rohr che diede forma a quelle che diventeranno le lenti Zeiss Punktal lenses.

## Test dei sistemi di lenti asferiche
La qualità ottica di un sistema di lenti può esser testata in un laboratorio di ottica o fisica utilizzando aperture di test, tubi ottici, lenti ed una fonte di luce. Le proprietà ottiche rifrattive e riflettive possono essere tabulate in funzione della lunghezza d'onda; possono essere misurate tolleranze ed errori. Oltre all'integrità focale, i sistemi di lenti asferiche possono essere controllati per rilevare aberrazioni prima di essere distribuiti.